# Международен фестивал на камерната музика
Международният фестивал на камерната музика в Пловдив е най-старият фестивал за класическа камерна музика в Европа.
Провежда се ежегодно през юни сред живописната атмосфера на един от най-емблематичните архитектурни паметници в Старинен Пловдив – Етнографския музей. От основаването му през 1964 г., провеждането на фестивала е прекъсвано само веднъж - през 2020 г., предвид пандемията.
57-то издание на фестивала се проведе в периода 27.05 - 18.06.2022 г., като от същата година марката на фестивала стана притежание на Академия за музикално, танцово и изобразително изкуство "Проф. Асен Диамандиев" - Пловдив, със свидетелството за регистрация № 165162 и срок на закрила до 21.01.2032 г. 

## История
Учреден е от група музикални ентусиасти с подкрепата на Община Пловдив и Министерството на културата. Сред учредителите и организаторите са проф. Владимир Аврамов, проф. Александър Нейнски, Добрин Петков, Марко Мешолам, градските учреждения на Пловдив и Българската концертна дирекция (София).
Първото фестивално издание се провежда от 1 до 12 юни 1964 г. в Етнографския музей. Още на старта форумът се очертава като многообещаващо творческо начало, бързо прераснало в международно събитие и трамплин за световни изяви на най-изявените изпълнители на класическата музика и професионална школа за младите музикални дарования на България.
Година след година музикалният форум се утвърждава като традиционна и необходима музикална проява за града и региона, вписвайки в дълголетната история си имената на знаменити музиканти като Михаел Фришеншлагер, дуото Емил Камиларов и Дина Шнайдерман, Минчо Минчев и десетки още изпълнители, премиери на музикални творби, чествания на композитори, диригенти, ансамбли и отделни интерпретатори на камерната музика.
Свидетелство за международния авторитет на фестивала е участието на изпълнители като Святослав Рихтер, Данаил Шафран, Алексис Вайсенберг, Минчо Минчев, Мичо Димитров състави като Парижки камерен оркестър, Оркестър „Ерфурт“, „Инглиш Симфони“, „Лондонска серенада“, „Шидлоф квартет“ и други.
В своята  летопис Фестивалът се подготвя и управлява с неизменната цел да покаже на пловдивската публика едни от най-добрите камерни изпълнители. През 1980-те години е учредена едноименна фондация, в която активно работят диригентът Пламен Джуров, Живко Жеков – директор на Окръжната концертна дирекция, Георги Иванов и др.
През различни периди селекцията и съставянето на ежегодните фестивални програми се извършва от експертен съвет, в чийто състав са участвали видни местни и столични музиканти – проф. Анастас Славчев, проф. Георги Кънев, проф. Александър Спиров, доц. Крикор Четинян, проф. д-р Юлиан Куюмджиев, проф. д-р Полина Куюмджиева, д-р Веселин Емануилов, Аделина Калудова, Юлия Манолова, д-р Поля Паунова-Тошева. От 2019 година артистичен директор на фестивала е проф. д-р Евгений Шевкенов.
През 2008 година е изготвен Статут за подготовка, организация и провеждане на Фестивала като основание за неговото обновяване и съвременно форматиране. По смисъла на утвърдения статут Международният фестивал на камерната музика се ръководи и направлява от kоординационен съвет при Община Пловдив, оглавяван от началника на отдел ”Култура”.
От 2022 г. фестивалът се организира от АМТИИ "Проф. Асен Диамандиев"  АМТИИ - Пловдив, която е и собственик на марката за фестивала.